# لين ستيوارت (قاضية)
لين ستيوارت (بالإنجليزية: Lyn Stuart)‏ هي محامية وقاضية أمريكية، ولدت في 1955 في أتمور في الولايات المتحدة.

## وصلات خارجية
- لين ستيوارت على موقع إن إن دي بي (الإنجليزية)